# Ганс Бетке
Ганс Бетке (нім. Hans Bethcke; 25 березня 1889, Ульм — 20 липня 1957, Мюнхен) — німецький військовий ветеринар, доктор ветеринарії, генерал-майор ветеринарної служби вермахту (1 січня 1944).

## Біографія
Учасник Першої світової війни. Після демобілізації армії залишений в рейхсвері, служив в 10-му кавалерійському полку, з 1922 року — в штабі 3-ї кавалерійської дивізії, з 1932 року —  в 6-му автомобільному дивізіону. З 1938 року — головний ветеринар 7-ї піхотної дивізії, з 1939 року — 37-го командування особливого призначення. З 15 грудня 1940 року —  головний ветеринар корпусу при відділі оберквартирмейстера Мюнхена, потім — головний ветеринар 28-го,  з 11 січня 1941 року — 30-го армійського корпусу. 15 березня 1942 року переведений в 7-й ветеринарний дивізіон у Голлабрунні, пізніше призначений головним ветеринаром 23-го армійського корпусу. З 10 вересня 1942 року — головний ветеринар 16-ї армії. В травні 1945 року взятий в полон радянськими військами. 9 жовтня 1953 року звільнений.

## Нагороди
- Залізний хрест 2-го і 1-го класу
- Орден Білого Сокола, лицарський хрест 2-го класу з мечами
- Хрест «За військові заслуги» (Мекленбург-Шверін) 2-го і 1-го класу
- Галліполійська зірка (Османська імперія)
- Почесний хрест ветерана війни з мечами
- Медаль «За вислугу років у Вермахті» 4-го, 3-го, 2-го і 1-го класу (25 років)
- Медаль «У пам'ять 13 березня 1938 року»
- Хрест Воєнних заслуг 2-го і 1-го класу з мечами
- Кримський щит
- Медаль «За зимову кампанію на Сході 1941/42»
- Нарукавна стрічка «Курляндія»